# Erdőtelek
Erdőtelek község Heves vármegye Hevesi járásában.

## Fekvése
A Hevesi-síkon fekszik. A legközelebbi szomszédja Tenk, mintegy 4 kilométerre délre; a legközelebbi város a 14 kilométerre fekvő Heves. A közvetlenül határos települések: északkelet felől Füzesabony, kelet felől Dormánd és Besenyőtelek, délkelet felől Átány és Tenk, dél felől Heves, nyugat felől Tarnabod, északnyugat felől pedig Kál.
Közigazgatási területe 44,90 km².
A Hevesi Füves Puszták Tájvédelmi Körzet 15 különálló területrésze közül három is érinti Erdőtelek területét.

### Megközelítése
Közúton két irányból közelíthető meg, Kál (illetve az M3-as autópálya káli csomópontja) vagy Tenk felől, mindkét irányból a 3208-as úton. Délkeleti külterületei között áthalad a 31-es főút, illetve a határszélét nyugaton pontszerűen érinti még a 3207-es út is.
A hazai települések közül a Kál-Kápolna–Kisújszállás-vasútvonal érinti, melynek egy megállási pontja van itt; Erdőtelek megállóhely a község nyugati széle közelében helyezkedik el, közúti elérését a 3208-as útból kiágazó 32 307-es számú mellékút teszi lehetővé.

## Története
Első írásos említése 1215-ből származik (Erdev). A török hódoltság idején elnéptelenedett. A török kiűzése után a falu részben kisnemeseké, 1691-től részben Buttler Jánosé, az egri vár parancsnokáé volt. A kastélyt feltehetőleg régebbi falak felhasználásával Butler János Lajos földesúr építtette, majd ennek fia, Butler Gábor bővíttette a mai alakjára a 18. század második felében. A hozzátartozó présházat Povolni János építtette 1794-ben. A Butler-birtok 1890-ben Kovács József orvos- és sebészdoktor tulajdonába került, az ő nevelt fia, ifj. Kovács József vágott bele 1895-ben a kastélypark átalakításába, az erdőtelki arborétum létrehozásába.

## Közélete

### Polgármesterei
- 1990–1994: Oszlánczi István (független)[3]
- 1994–1998: Oszlánczi István (független)[4]
- 1998–2002: Oszlánczi István (független)[5]
- 2002–2006: Bakos Károly (független)[6]
- 2006–2010: Bakos Károly (független)[7]
- 2010–2014: Forgács Jánosné Tóth Erzsébet (független)[8]
- 2014–2019: Forgács Jánosné (független)[9]
- 2019–2024: Forgács Jánosné (független)[10]
- 2024– : Forgács Jánosné (független)[1]

A településen a 2002. október 20-án megtartott önkormányzati választás érdekessége volt, hogy az országos átlagot jóval meghaladó számú, összesen 8 jelölt indult a polgármesteri posztért. Ilyen nagy számú jelöltre abban az évben az egész országban csak négy másik település (Fonyód, Gyula, Mezőfalva és Újkígyós) lakói szavazhattak, ennél több, 10 aspiránsra pedig csak két községben, a frissen önállóvá vált Berentén és Úriban akadt példa.
Hasonló választástörténeti érdekességet szült Mezőfalván a 2006. október 1-jén megtartott önkormányzati választás is: akkor ugyanígy 8 fő tett kísérletet a polgármesteri tisztség elnyerésére. Ilyen nagy számú jelöltre abban az évben az egész országban csak öt település lakói voksolhattak, ennél több (9 vagy 10) aspiránst pedig öt másik településen vettek nyilvántartásba.

## Népesség
A település népességének változása:
| Lakosok száma | 3274 | 3231 | 3212 | 3248 | 3266 | 3254 | 3256 |
|               | 2013 | 2014 | 2015 | 2021 | 2022 | 2023 | 2024 |

2001-ben a település lakosságának 90%-a magyar, 10%-a cigány nemzetiségűnek vallotta magát.
Népessége:3242 fő (2010. január. 1.) Népsűrűség:72,20fő/km²[forrás?]
A 2011-es népszámlálás során a lakosok 91,6%-a magyarnak, 15,3% cigánynak, 0,3% románnak mondta magát (8,2% nem nyilatkozott; a kettős identitások miatt a végösszeg nagyobb lehet 100%-nál). A vallási megoszlás a következő volt: római katolikus 74,7%, református 2,3%, felekezeten kívüli 8,2% (12,6% nem nyilatkozott).
2022-ben a lakosság 92,6%-a vallotta magát magyarnak, 6,8% cigánynak, 0,2% németnek, 0,1-0,1% bolgárnak, szlováknak és románnak, 0,8% egyéb, nem hazai nemzetiségűnek (7,4% nem nyilatkozott; a kettős identitások miatt a végösszeg nagyobb lehet 100%-nál). Vallásuk szerint 48,6% volt római katolikus, 2,1% református, 0,2% görög katolikus, 0,1% evangélikus, 2% egyéb keresztény, 1,3% egyéb katolikus, 14,8% felekezeten kívüli (32,7% nem válaszolt).

## Híres emberek
- Itt született Kulcsár Kálmán (1928–2010), jogász, szociológus, egyetemi tanár, a Magyar Tudományos Akadémia rendes tagja
- Itt született Kriston Pál (1949–) történeti kutató, főiskolai docens.

## Nevezetességei
- Erdőtelki égerláp: 22 hektáros kiterjedésű természetvédelmi terület, a Hanyi-ér által táplált lápterület.
- Erdőtelki arborétum: a hajdani Butler-kastély kertjében található, területe 7 hektár. Az itt látható növények (cserjék, örökzöldek és fák) fajszáma kb. 700.
- Bronzkori régészeti leletek (Veremdombon)
- Honfoglalás kori temető (Hanyipusztán)
- Csörsz-árok: a szarmaták által 324 és 337 között épített védműrendszer maradványa.
- Római katolikus templom: 18. század közepe, barokk
- Butler-kastély: 18. század vége, copf
- Benes-kúria: 19. század eleje, klasszicista
- Kőkereszt: 1786, barokk